# Théorème H

Le théorème H — parfois prononcé théorème Êta — est un théorème démontré par Boltzmann en 1872 dans le cadre de la théorie cinétique des gaz,. Il décrit l'évolution vers l'équilibre thermodynamique d'un gaz satisfaisant à l'équation de Boltzmann et subissant des interactions élastiques. Selon ce théorème, il existe une certaine grandeur {\displaystyle H(t)} qui varie de façon monotone au cours du temps, pendant que le gaz relaxe vers l'état d'équilibre caractérisé par la loi de Maxwell pour les vitesses des particules du milieu. Cette quantité varie à l'opposé de l'entropie thermodynamique.

## Le théorèmeH

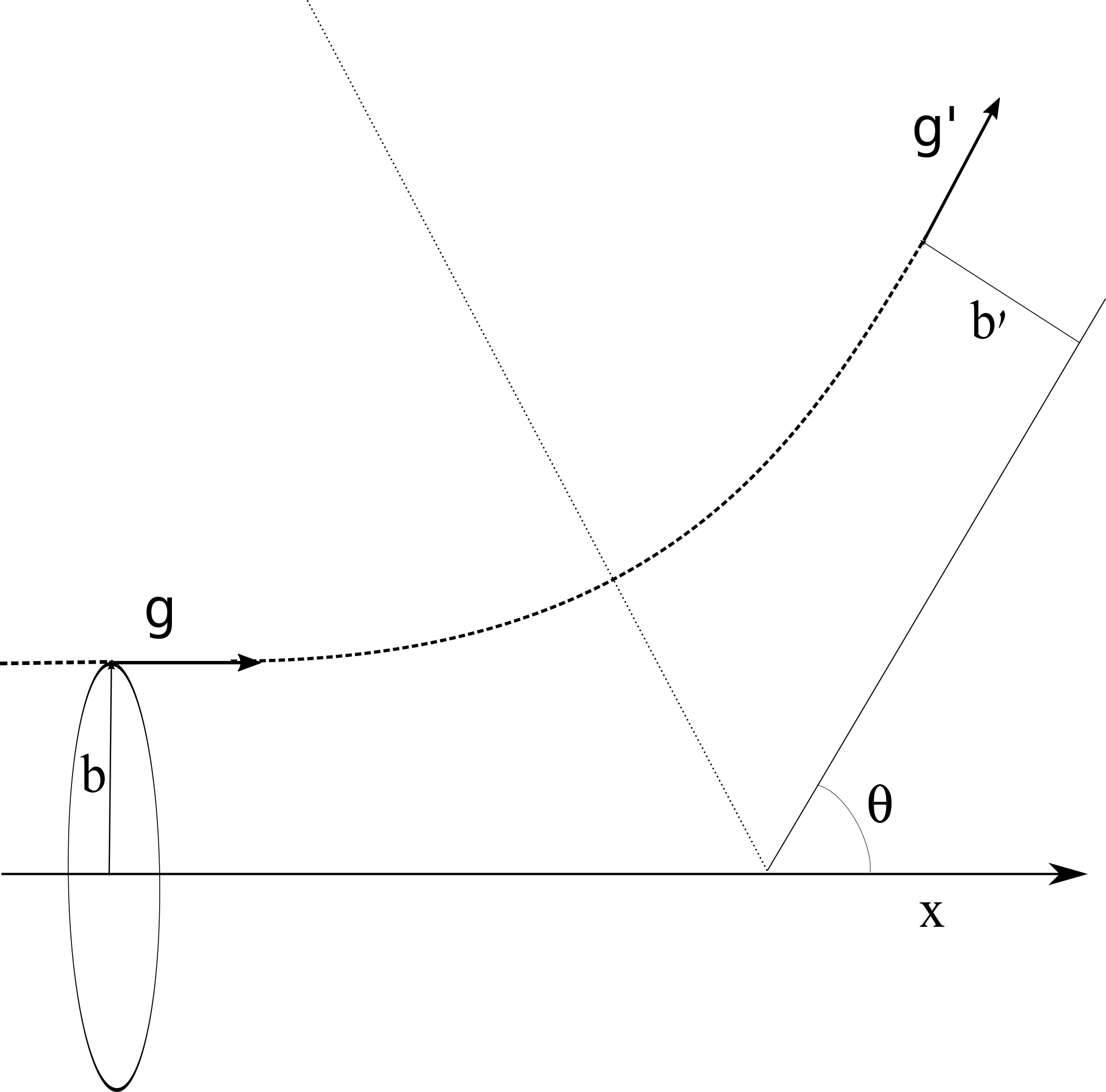
Schéma d'une interaction moléculaire élastique dans le système lié au barycentre.

On peut écrire l'équation de Boltzmann sous la forme suivante, (équation de Wang Chang et Uhlenbeck)
{\displaystyle {\frac {\partial f_{i}}{\partial t}}+\mathbf {v} \cdot \nabla _{x}f_{i}=2\pi \sum _{j}\int _{\mathbf {v} }\int _{0}^{\infty }[f(\mathbf {v} _{i}')f(\mathbf {v} _{j}')-f(\mathbf {v} _{i})f(\mathbf {v} _{j})]\,g_{ij}\,b\,\mathrm {d} b\,\mathrm {d} \mathbf {v} _{j}}
où
| {\displaystyle f_{i}(\mathbf {x} ,\mathbf {v} ,t)}                  | distribution des vitesses v au point x et à l'instant t pour la particule i, |
| {\displaystyle \mathbf {g} _{ij}=\mathbf {v} _{i}-\mathbf {v} _{j}} | vitesse relative avant interaction,                                          |
| {\displaystyle b}                                                   | distance d'impact,                                                           |
{\displaystyle \mathbf {v} '_{i}}  et  {\displaystyle \mathbf {v} '_{j}}  sont les vitesses après interaction.
On introduit la quantité
{\displaystyle H=\sum _{i}\int _{\mathbf {v} }f_{i}\log f_{i}\mathrm {d} \mathbf {v} _{i}}
En physique statistique cette quantité varie à l'opposé de l'entropie.
Par dérivation et en tenant compte de l'équation de Boltzmann il vient :
{\displaystyle {\frac {\mathrm {d} H}{\mathrm {d} t}}=2\pi \sum _{i}\sum _{j}\int _{\mathbf {v} _{i}}\int _{\mathbf {v} _{j}}\int _{0}^{\infty }(f'_{i}f'_{j}-f_{i}f_{j})(1+\log f_{i})\,g_{ij}\,b\,\mathrm {d} b\,\mathrm {d} \mathbf {v} _{i}\mathrm {d} \mathbf {v} _{j}}
Par permutation des indices on peut réécrire cette équation sous la forme suivante :
{\displaystyle {\frac {\mathrm {d} H}{\mathrm {d} t}}=-{\frac {\pi }{2}}\sum _{i}\sum _{j}\int _{\mathbf {v} _{i}}\int _{\mathbf {v} _{j}}\int _{0}^{\infty }(f'_{i}f'_{j}-f_{i}f_{j})\log \left({\frac {f'_{i}f'_{j}}{f_{i}f_{j}}}\right)\,g_{ij}\,b\,\mathrm {d} b\,\mathrm {d} \mathbf {v} _{i}\mathrm {d} \mathbf {v} _{j}}
L'intégrande est de la forme  {\displaystyle (x-y)\log \left({\frac {x}{y}}\right)} :
- si x > y alors les deux parties sont positives,
- si x < y alors les deux parties sont négatives.

Dans tous les cas ce terme est donc positif ou nul et l'intégrale est elle-même positive ou nulle, donc :
{\displaystyle {\frac {\mathrm {d} H}{\mathrm {d} t}}\leq 0}
La vitesse à laquelle relaxe le milieu a fait l'objet de nombreuses études centrées autour de la conjecture de Cercignani.

## Aspects historiques
La théorie cinétique des gaz, qui est fondée sur l'application de la mécanique classique aux molécules constituant le gaz à l'échelle microscopique, s'est développée à partir des travaux fondateurs de James Clerk Maxwell (1850). Par la suite Ludwig Boltzmann (1872 et 1877) puis Willard Gibbs (1902) lui ont donné la forme que l'on trouve dans les ouvrages classiques.
Loschmidt puis Zermelo formulèrent des critiques virulentes contre le théorème H, Boltzmann étant accusé de pratiquer des « mathématiques douteuses ».

### Le paradoxe de la réversibilité

#### Le paradoxe de Loschmidt (1876)
Loschmidt, se demande comment la grandeur {\displaystyle H(t)} peut varier de façon monotone au cours du temps alors que la description du système en mécanique classique par l'équation de Liouville est réversible. En effet, si la fonction {\displaystyle H(t)} était en train de décroître et qu'à un instant donné, on renverse exactement toutes les vitesses de molécules, alors la nouvelle évolution se fait à l'envers, avec {\displaystyle H(t)} commençant par croître. La réponse de Boltzmann fut brève : « Allez-y, renversez les ! », signifiant l'impossibilité pratique d'une telle opération.
Avec la découverte du phénomène de sensibilité aux conditions initiales caractéristique des systèmes chaotiques, nous savons aujourd'hui qu'une inversion approchée des vitesses va rapidement entraîner une déviation par rapport à l'orbite initiale exacte inversée, et ce aussi petites que soient les erreurs introduites sur les conditions initiales. Des simulations numériques montrent alors qu'après une inversion approchée, la fonction {\displaystyle H(t)} commence bien par croître comme le prédisait Loschmidt, mais qu'elle se remet très rapidement à décroître à nouveau et ce pour presque toutes les conditions initiales approchées, l'orbite réelle du système différant de l'orbite initiale exacte inversée.

#### Le paradoxe de Zermelo (1896)
En 1890, alors qu'il étudie le problème à 3 corps en mécanique céleste, Poincaré démontre un théorème très général : le théorème de récurrence,. Ce théorème dit que, pour presque toutes les conditions initiales, un système dynamique conservatif dont l'espace des phases est de volume fini va repasser au cours du temps aussi près que l'on veut de sa condition initiale, et ce de façon répétée.
Zermelo fait alors remarquer à Boltzmann en 1896 que le théorème de récurrence de Poincaré semble contredire le fait qu'une grandeur dynamique puisse varier de façon monotone, comme {\displaystyle H(t)} le fait. La réponse de Boltzmann, consiste à estimer le temps de récurrence moyen : pour un gaz macroscopique contenant {\displaystyle N\gg 1} molécules, Boltzmann estime celui-ci d'ordre {\displaystyle 10^{N}}, une durée qui est largement supérieure à l'âge de l'univers lorsque {\displaystyle N\sim {\mathcal {N}}_{A}=6.02\ 10^{+23}} ; les récurrences sont donc invisibles à notre échelle (voir illustration à Modèle des urnes d'Ehrenfest#Dynamique du modèle.).

#### Le modèle des urnes d'Ehrenfest (1907)
Le « modèle des urnes » est un modèle stochastique introduit en 1907 par les époux Paul & Tatiana Ehrenfest pour clarifier les paradoxes précédents apparus à la fin du XIXe siècle dans les fondements de la mécanique statistique. Ce modèle est parfois également appelé le « modèle des chiens & des puces ». Le mathématicien Mark Kac a écrit à son propos qu'il était « probablement l'un des modèles les plus instructifs de toute la physique ».
Ce modèle est exactement soluble ; en particulier, on sait calculer le temps de récurrence moyen de chaque état, ainsi que sa variance pour certains états intéressants.

#### Le théorème de Lanford (1973)
Lanford a démontré rigoureusement, qu'un gaz de sphères dures dilué dans {\displaystyle \mathbb {R} ^{3}} obéit à l'équation de Boltzmann dans la loi d’échelle de Boltzmann-Grad, au moins pour un temps très court, égal seulement à un cinquième du temps de parcours moyen d'un atome.
En dépit de cette restriction sur la durée, ce théorème mathématique rigoureux est très important conceptuellement, puisque l'équation de Boltzmann entraîne le théorème H. Il est donc aujourd'hui acquis que les mathématiques de Boltzmann ne sont pas « douteuses ».
D'autre part, des résultats plus récents, obtenus notamment par Bodineau, Gallagher et Saint-Raymond, ont permis d'établir la validité de l'équation de Boltzmann linéaire à partir des équations newtoniennes régissant le mouvement des particules individuelles sur des temps tendant vers l'infini avec le nombre de particules,. Il s'agit donc d'un résultat bien plus fort.